# Tsáda
Tsáda (grec moderne : Τσάδα) est un village de Chypre de plus de 1 043 habitants.

## Géographie
Tsada dans la province de Paphos à Chypre est située à 11 kilomètres au nord-est de Paphos, à 74 kilomètres au nord-ouest de Limassol et à 150 kilomètres au sud-ouest de Nicosie.
Situé à une altitude de 605 mètres, dans un paysage surplombant la mer et un climat qui favorise la culture de la vigne, des céréales, des caroubiers, des oliviers, des noix, des amandiers et de nombreux arbres fruitiers, Tsada des 1000 habitants environ est l'un des  «Villages de Minthi», ainsi que l'une des plus grandes ampelochories (villages viticoles de Chypre) de la région.

## Climat
Tsáda reçoit une pluviométrie annuelle moyenne d'environ 610 mm,.